# Passiflora villosa
Passiflora villosa är en passionsblomsväxtart som beskrevs av Vell.. Passiflora villosa ingår i släktet passionsblommor, och familjen passionsblomsväxter. Inga underarter finns listade i Catalogue of Life.